# PyQt
PyQt es un binding de la biblioteca gráfica Qt para el lenguaje de programación Python. La biblioteca está desarrollada por la firma británica Riverbank Computing y está disponible para Windows, GNU/Linux y Mac OS X bajo diferentes licencias.
En agosto de 2009, tras intentar negociar con Riverbank Computing la liberación de PyQt bajo licencia LGPL sin conseguirlo, Nokia,
propietaria de Qt, libera bajo esta licencia un binding similar, llamado PySide.

## Ejemplo simple

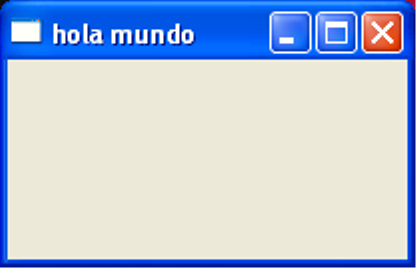

```
import
 
sys

from
 
PyQt5.QtWidgets
 
import
 
QMainWindow
,
 
QApplication
,
 
QLabel

class
 
VentanaPrincipal
(
QMainWindow
):

    
def
 
__init__
(
self
):

        
QMainWindow
.
__init__
(
self
)

        
self
.
setFixedSize
(
500
,
 
500
)

        
self
.
setWindowTitle
(
"Hola mundo"
)

app
 
=
 
QApplication
(
sys
.
argv
)

ventanita
 
=
 
VentanaPrincipal
()

ventanita
.
show
()

sys
.
exit
(
app
.
exec
())

```

y aquí esta el resultado: